# Championnat de France de football de deuxième division 1993-1994
Navigation
Division 2 1992-1993 Division 2 1994-1995
Cette page résume les résultats de la saison du Championnat de France de football Division 2 1993-1994 et marque le début de la nouvelle formule d'une seule poule à 22 clubs. Ce championnat est aussi appelé "Super D2".

## Les 22 clubs participants
| - Olympique d'Alès - SC Bastia - AS Beauvais - FC Bourges - FCO Charleville - USL Dunkerque - FC Gueugnon - FC Istres | - Stade lavallois - Le Mans UC - FC Mulhouse - AS Nancy-Lorraine - OGC Nice - Nîmes Olympique - Chamois niortais FC - AS Red Star | - Stade rennais FC - FC Rouen - Saint-Brieuc - CS Sedan-Ardennes - ASOA Valence - US Valenciennes-Anzin |

## Classement[1]
Victoire à 2 points.
Meilleur buteur : Yannick Le Saux (Stade Briochin) 27 buts.
| Rang | Équipe                 | Pts | J  | G  | N  | P  | Bp | Bc | Diff |
| ---- | ---------------------- | --- | -- | -- | -- | -- | -- | -- | ---- |
| 1    | OGC Nice               | 54  | 42 | 18 | 18 | 6  | 47 | 25 | +22  |
| 2    | Stade rennais FC       | 53  | 42 | 20 | 13 | 9  | 57 | 38 | +19  |
| 3    | SC Bastia              | 53  | 42 | 21 | 11 | 10 | 44 | 29 | +15  |
| 4    | Nîmes OlympiqueR       | 51  | 42 | 21 | 9  | 12 | 59 | 38 | +21  |
| 5    | Red Star               | 49  | 42 | 20 | 9  | 13 | 61 | 45 | +16  |
| 6    | Saint-BrieucP          | 47  | 42 | 18 | 11 | 13 | 53 | 52 | +1   |
| 7    | Stade lavallois        | 46  | 42 | 16 | 14 | 12 | 56 | 47 | +9   |
| 8    | USL Dunkerque          | 42  | 42 | 13 | 16 | 13 | 44 | 51 | -7   |
| 9    | FCO Charleville        | 42  | 42 | 14 | 14 | 14 | 41 | 48 | -7   |
| 10   | Olympique d'Alès       | 41  | 42 | 13 | 15 | 14 | 47 | 50 | -3   |
| 11   | CS Sedan-Ardennes      | 40  | 42 | 14 | 12 | 16 | 44 | 42 | +2   |
| 12   | AS Nancy-Lorraine      | 40  | 42 | 15 | 10 | 17 | 49 | 48 | +1   |
| 13   | FC Gueugnon            | 40  | 42 | 11 | 18 | 13 | 43 | 43 | 0    |
| 14   | FC Mulhouse            | 40  | 42 | 13 | 14 | 15 | 49 | 52 | -3   |
| 15   | ASOA Valence           | 39  | 42 | 14 | 11 | 17 | 47 | 47 | 0    |
| 16   | AS Beauvais            | 39  | 42 | 10 | 19 | 13 | 45 | 51 | -6   |
| 17   | Le Mans UC             | 39  | 42 | 14 | 11 | 17 | 43 | 50 | -7   |
| 18   | Chamois niortais FC    | 39  | 42 | 13 | 13 | 16 | 34 | 41 | -7   |
| 19   | FC Rouen               | 37  | 42 | 15 | 7  | 20 | 45 | 53 | -8   |
| 20   | US Valenciennes-AnzinR | 37  | 42 | 12 | 13 | 17 | 45 | 59 | -14  |
| 21   | FC Bourges             | 30  | 42 | 9  | 12 | 21 | 43 | 60 | -17  |
| 22   | FC Istres              | 26  | 42 | 7  | 12 | 23 | 35 | 62 | -27  |

Promotions et relégations
- Promotion en Division 1 1994-1995
- Relégation en National 1 1994-1995

Abréviations
- P : Promu de Division 3 1992-1993
- R : Relégué de Division 1 1992-1993